# Armaël

 Armaël d'Aleth (floruit VIe siècle/VIIe siècle),   4e évêque d'Aleth il serait mort en 610

## Contexte
Armaël (lat: Armaelus) ou Armagil (latin: Armagilus)  qu'il ne faut pas confondre avec Saint Armel aurait été le 4e évêque d'Aleth et est mentionné comme tel par la Gallia christiana   Bien qu'il soit qualifié de Saint ou de Bienheureux par Amédée Guillotin de Corson... On ne connait rien de sa vie; « a-t-il même existé ? » 